# Myszołów włochaty
Myszołów włochaty (Buteo lagopus) – gatunek dużego ptaka drapieżnego z rodziny jastrzębiowatych (Accipitridae).

## Występowanie

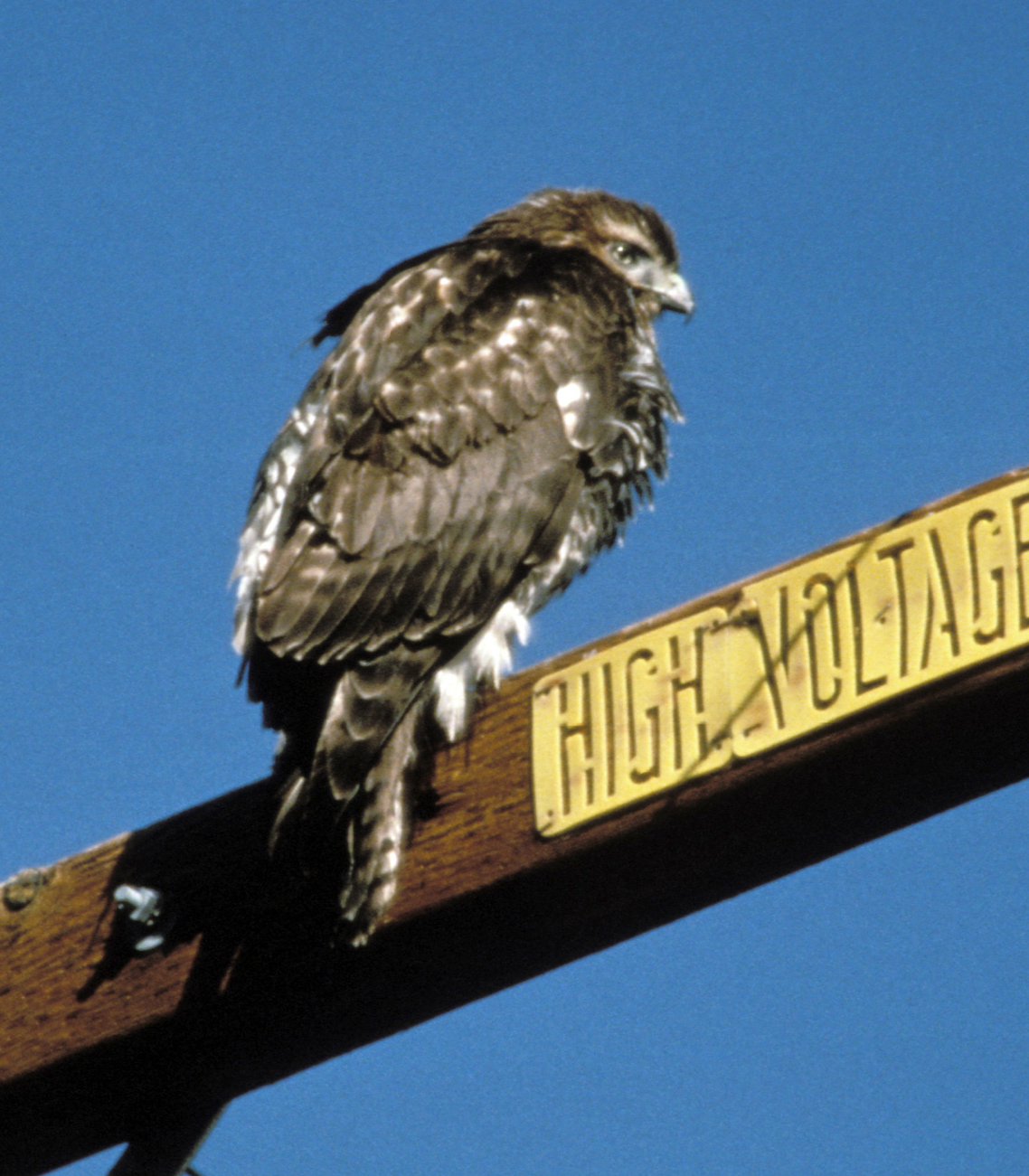
Buteo lagopus sanctijohannis

Zamieszkuje strefę chłodną półkuli północnej, w zależności od podgatunku:
- B. lagopus lagopus – lęgnie się w północnej Eurazji – od Skandynawii na wschód po rejon rzek Ob i Jenisej. W umiarkowanej strefie Europy pojawia się tylko zimą. Przeloty wiosenne mają miejsce od marca do maja, a jesienne od września do grudnia.

W Polsce nieliczny ptak przelotny i zimujący. Nie gnieździ się w kraju. W środkowej Europie widywany od września (przeloty na zimowiska trwają do początków grudnia), głównie na terenach otwartych. Zimą przebywa na terenach, na których zimuje również myszołów zwyczajny. Wszędzie jednak jego liczba jest mniejsza niż powszechniejszego krewniaka. Do wiosny można go spotkać w różnych częściach kraju w zmiennej liczbie – początek przelotów przypada na marzec, a jego szczyt w połowie kwietnia. Pojawia się jednak znacznie rzadziej niż myszołów zwyczajny. Ostatnie ptaki widuje się w maju. Migracja zaznacza się najliczniej na Wybrzeżu – wtedy w ciągu jednego dnia może wzdłuż niego przelecieć nawet kilkaset osobników. W okresie lęgowym sporadycznie widuje się myszołowa włochatego, ale nie wyprowadza on lęgów;
- B. lagopus menzbieri – północną Azję na wschód od rzek Ob i Jenisej.
- B. lagopus kamtschatkensis – Kamczatkę.
- B. lagopus sanctijohannis – północną część Ameryki Północnej – Alaskę i północną Kanadę.

## Cechy gatunku

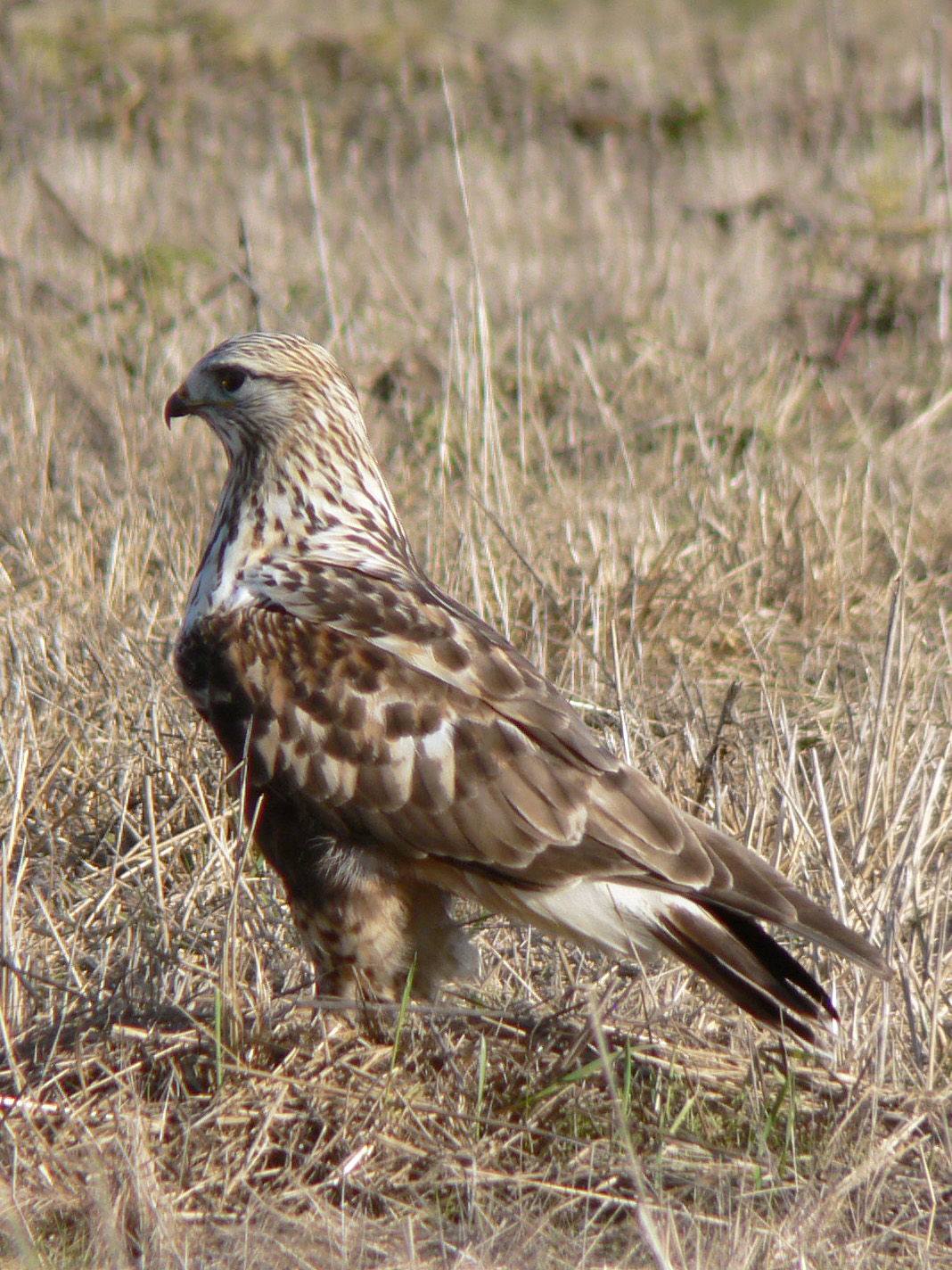
Myszołowy włochate przebywają w Polsce poza okresem lęgowym

Bardzo duża zmienność osobnicza w ubarwieniu. Rozmieszczenie plam brunatnych, brązowych, beżowych i białych zmienne, podobnie jak proporcje pomiędzy kolorami, jednak wierzch ciała zawsze ciemniejszy niż spód. Stałym elementem jest również biała plama na kuprze i prawie biały u podstawy, a zakończony ciemnym pasem ogon (u dorosłych występuje jedna szersza pręga i kilka węższych, u młodych widać tylko jeden pasek). Samiec ma kilka dodatkowych wąskich, ciemnych  pasków, a samice 2, które zdają się zlewać ze sobą. Grzbiet ma specyficznie przyprószony białymi piórami, podobnie jak głowa. Na spodzie skrzydeł, głowie, piersi i nadgarstkach widać ciemne plamy. Skok opierzony, aż do palców, które są żółte (w przeciwieństwie do myszołowa zwyczajnego, stąd też nazwa gatunkowa „włochaty”). Pomaga mu to w trudnych warunkach klimatycznych zimnej północy kontynentu. Poza tym ma długie nogawice. W swym krążącym locie można zaobserwować biały spód skrzydeł z czarnymi plamami na nadgarstkach. Młode ptaki mają ciemno ubarwiony brzuch, który odróżnia się od jaśniejszej piersi.
Od myszołowa zwyczajnego jest nieco większy, ma dłuższe skrzydła oraz inaczej ubarwiony ogon. W locie myszołów włochaty ma lżejszy lot, skrzydłami macha bardziej płynnie i częściej, niekiedy zawisając w powietrzu lub krążąc. Ogólnie jednak w terenie są trudno odróżnialne. W zachowaniu jest bardzo płochliwy. Na mniejszych dystansach leci nisko nad ziemią. Po okresie lęgowym prowadzi samotniczy tryb życia. Czasami można zaobserwować gromadzenie się w jednym miejscu małej grupy tych ptaków.

## Wymiary i masa

### Wymiary średnie[9]
długość ciała z dziobem i ogonem50–60 cm
długość ogona20–23,5 cm
rozpiętość skrzydeł120–150 cm

### Masa ciała[9]
0,7–1,3 kg

## Biotop
Otwarte przestrzenie, łąki, pola z pojedynczymi kępami drzew lub krzewów i innymi punktami obserwacyjnymi. Latem w czasie gniazdowania preferuje arktyczną tundrę, bezdrzewne wyżyny, skandynawskie płaskowyże, góry powyżej granicy lasu północnej Europy i lasotundrę wokół północnego koła podbiegunowego. Od sierpnia odlatuje na południe i w listopadzie pojawia się na bezleśnych terenach w Europie Środkowej. Zimuje też na terenach rolniczych, wrzosowiskach, bagnach, dorzeczach rzek i na stepach. Generalnie unika zwartych dużych kompleksów leśnych.

Jeśli teren jest bogaty w pokarm, tworzy luźne skupiska. Często współwystępuje tam z myszołowem zwyczajnym.

## Okres lęgowy

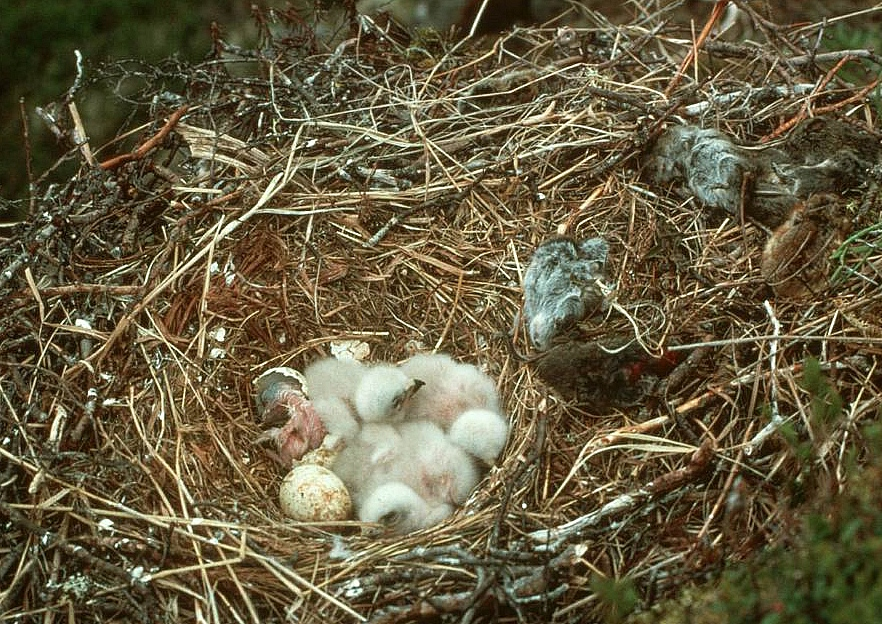
Jajo, świeżo wyklute pisklęta i młode w puchu

### Gniazdo
Na ziemi (zwłaszcza w tundrze), pod nawisem na półce skalnej, na obrywach rzecznych, rzadziej na starym drzewie. Gniazdo tworzy platformę, która jest wyścielona trawą i mchem. Ptaki te nie gniazdują w koloniach.

### Jaja
Wyprowadza jeden lęg w roku, w końcu maja. W złożeniu 2 do 7 białych jaj rdzawo nakrapianych (ilość zależy od dostępności pokarmu). W latach ubogich w pokarm może nawet nie wyprowadzić lęgu.

### Wysiadywanie i opieka nad pisklętami
Jaja wysiadywane są przez okres około 28–30 dni przez obydwoje rodziców. Pisklęta opuszczają gniazdo po około 35–40 dniach. Jednak jeszcze przez ok. 30 dni zaznacza się opieka rodziców.

## Pożywienie

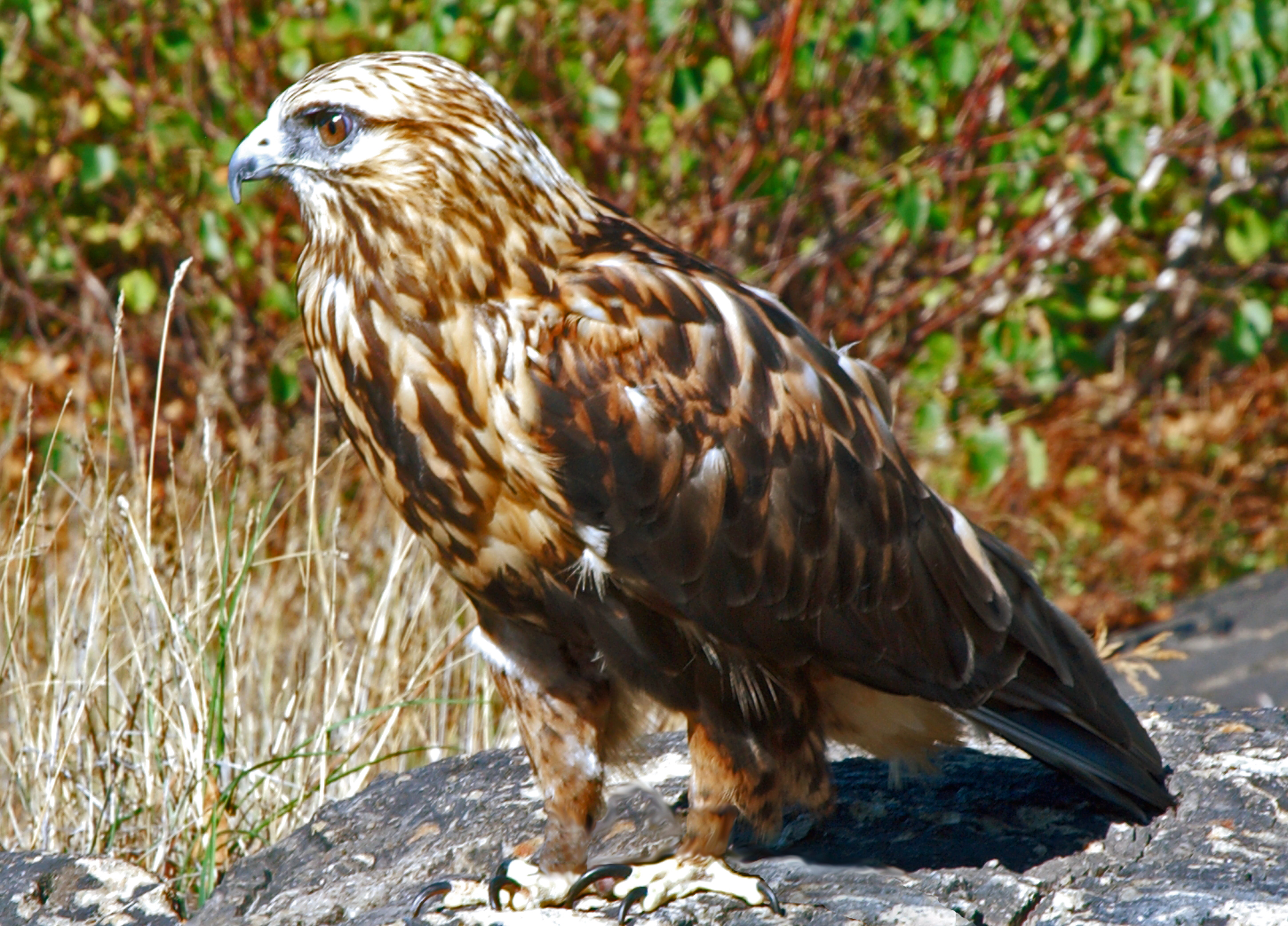
Myszołów włochaty w trakcie polowania

Niemal wyłącznie gryzonie – przede wszystkim lemingi (w Arktyce), myszy i norniki, na które poluje w locie lub zaczaja się na ziemi, z niskich krzewów i innych wyniesionych miejsc. Od ich liczebności zależy liczność populacji myszołowa włochatego – w czasie masowych pojawów gryzoni liczniej gniazduje i odnosi większy sukces rozrodczy. W przypadku niedoboru zwykłych ofiar, przeważnie w czasie długich i srogich zim, potrafi zaatakować osłabioną kuropatwę lub ptaki hodowlane. Jednak dorosła kura domowa potrafi się obronić. W mroźne zimy, gdy nie ma pokarmu, nie pogardzi też padliną.
Poluje na łąkach i polach uprawnych, często zawisając w powietrzu i trzepocząc skrzydłami.

## Status i ochrona
Międzynarodowa Unia Ochrony Przyrody (IUCN) uznaje myszołowa włochatego za gatunek najmniejszej troski (LC – least concern) nieprzerwanie od 1988 roku. Trend liczebności populacji uznaje się za stabilny.
Na terenie Polski gatunek ten jest objęty ścisłą ochroną gatunkową.